# Нестерово (Любимский район)
Нестерово — деревня в Любимском районе Ярославской области.
С точки зрения административно-территориального устройства входит в состав Воскресенского сельского округа. С точки зрения муниципального устройства входит в состав Воскресенского сельского поселения.

## Транспорт
Доступна автодорогой. До ближайшего остановочного пункта — Жарок-Ярославский — 3,5 км.

## Население
Население по состоянию на 2010 год — 1 чел., по состоянию на 1989 год — 2 чел.